# Elnardo Webster
Elnardo Webster (Jersey City, 3 giugno 1948 – Morristown, 22 marzo 2022) è stato un cestista statunitense.

## Carriera
Uscito dal Saint Peter's College, nel 1969 è stato scelto al draft NBA (undicesima scelta del quarto turno) e a quello ABA rispettivamente dai New York Knicks e dai Denver Rockets, ma è andato a giocare in Italia. Nel 1969-70 è stato il miglior marcatore del campionato italiano, segnando 593 punti con la Splügen Brau Gorizia.
In seguito, ha disputato una stagione nella American Basketball Association con i Memphis Pros e i New York Nets, nel 1971-72.

## Palmarès
- Campione EBA (1973)